# 松韻学園福島高等学校
松韻学園福島高等学校（しょういんがくえんふくしまこうとうがっこう）は、福島県福島市御山町にある私立高等学校。
運営法人は学校法人松韻学園。南相馬市に所在した松栄高等学校は運営法人を同じくする兄弟校。県立福島高校と区別するため学法福島と呼称される。ラグビー、陸上競技など一部競技の際には松韻福島と呼称される場合もある。略称は「学福」（がくふく）。学校法人石川高等学校（学法石川）とは無関係。

## 創立者と建学の精神

### 創立者・山森栄三郎
1906年山形県米沢市出身、明治大学法学部に進み、1934年卒業、1942年松韻学園の前身である福島電気工業学校を創立。福島県私立学校協会会長、福島県私立学校審議会委員、福島県相撲協会会長等の、各種役職を歴任。1961年1月23日逝去。

### 建学の精神
1942年創立者の山森栄三郎は「現代は電気の時代であり、電気が産業の発展、開発を促進し、社会を反映させる」との考えから電気を扱う技術者の育成を目的とした福島電気工業学校を県都福島市の現在地に創立して、この地域の工業教育のさきがけとした。

## 校訓・教育方針

### 校訓
「規律」「礼節」「誠実」

### 教育方針
本校の専門科は、生徒の能力を開発し、電気、電子、建築、土木、商業などの県産業界において、勤勉で創意と協調性のある職業人の育成を目指す。
本校の普通科は、学問や技術のための基礎学力を養い、能力に見合った大学進学に成功するように指導する。
本校の教育は、心身ともに健康な生徒の育成を目指す。
本校では、個人の尊厳を自覚するとともに、家庭や社会、国の福祉のために貢献できる人材の育成を目指す。
本校の教育は、規律、礼節、誠実の校訓が、生活態度の基準として身につくよう指導する。

### テーマ
BEYOND NOW 今を超える私。「未来の私を目指して」～～～～生徒さんへ送るテーマ。
面倒見NO.1宣言!!～～～～先生たちのテーマ。

### ビジョン
"良さ"と"可能性"を実力へ！
「私たちは、人間居幾を書くとして、志を持たせ、その実現に向けて生徒一人一人の良さと可能性を限りなく伸ばす学校を目指します。」

## 設置学科
- 普通科
  - 特別進学コース
  - 文理進学コース
  - 実務選択コース

## 校歌
作詞：古関吉雄。作曲：岡本敏明
第1章から第4章までの4章の編成になっている。
作詞の古関吉雄は福島市出身、大学教授、作詞家、他にも東京都大田区立東蒲小学校、伊達郡桑折町立醸芳中学校など多くの学校の校歌を作詞している。
作曲の岡本敏明は宮城県の出身、古関吉雄とは他にも作詞・作曲を共にしている。

## 沿革

### 運営法人歴代理事長
- 創立者：山森栄三郎
- 2代：山森きう
- 3代：山森元昭

### 歴代学校長
福島工業高等学校
- 初代：石川正隆
- 2代：山森栄三郎
- 3代：山森佐太郎
- 4代：遠藤三郎
- 5代：尾崎信興
- 6代：武田恒雄
- 7代：栗原喜蔵

福島第一高等学校
- 初代：山森栄三郎
- 2代：山森佐太郎
- 3代：遠藤三郎
- 4代：尾崎信興
- 5代：武田恒雄
- 6代：栗原喜蔵

福島高等学校
- 7代：栗原喜蔵
- 8代：山森元昭
- 9代：紺野勇
- 10代：山森元昭
- 11代：宮島守之
- 12代：山森元昭
- 13代：君島整
- 14代：栗原清一郎

### 設置課程の変遷
- 1941年 - 創立者山森栄三郎、福島電機工業学校創立を申請。
- 1942年 - 福島電機工業学校（電気科）設立認可。
- 1945年 - 第一回卒業式　82名卒業。
- 1947年 - 電気専科（夜間一年修了）を設置。
- 1948年 - 電気第2部（夜間4年修了）を設置、電気専科を廃止。
- 1948年 - 財団法人福島電機工業高等学校（新制全日制電気科、定時制電気科）設置認可。
- 1951年 - 建設科、商業経済科（全日制・定時制）を設置。
- 1951年 - 私立学校法制定により組織変更認可、学校法人電気学園福島工業高等学校と改称。
- 1953年 - 普通科（全日制）を設置。
- 1956年 - 別科無線通信部（昼間1年修了）を設置。定時制電気科、定時制商業経済科の募集停止。
- 1957年 - 電気通信科（全日制）を設置、別科無線通信部を廃止。
- 1960年 - 学校法人電気学園福島第一高等学校（普通科、商業経済科）設置認可。
- 1961年 - 学校法人電気学園福島工業高等学校の普通科、商業経済科の生徒募集停止。
- 1964年 - 学校法人電気学園福島工業高等学校に建築科、土木科を設置。
- 1966年 - 学校法人電気学園福島工業高等学校の建設科を廃止。
- 1967年 - 学校法人電気学園福島工業高等学校に普通科再設置。
- 1968年 - 学校法人電気学園福島工業高等学校の電気通信科を電子科と改称。
- 1979年 - 福島工業高等学校と福島第一高等学校の合併により学校法人電気学園福島高等学校と改称。
- 1988年 - 普通科英語コースを設置。建築科と土木科を統合、建築土木科に改編。
- 1989年 - 普通科英語コースを国際英語科に改組。
- 1992年 - 電気学園を松韻学園と改称。
- 1999年 - 普通科実務教育コースを設置、全科で女子生徒募集開始。
- 2006年 - 普通科に国際英語コースを設置、国際英語科の生徒募集停止。
- 2008年 - 普通科に大学進学コース、特別選抜コースを設置。
- 2009年 - 普通科に総合進学コース、特別進学コースを設置。
- 2011年 - 普通科に特別進学コース、私立文系コース、実務選択コースを設置。

## 年間スケジュール

### 前期
- 4月：入学式、始業式、新入生オリエンテーション
- 5月：生徒会総会、高体連県北大会、中間考査、遠足
- 6月：衣替え、スポーツテスト、生徒会役員改選、高体連県大会、
- 7月：終業式、夏季休業、夏期講習
- 8月：体験入学、夏季休業、2学期始業式
- 9月：期末考査、芸術鑑賞会、競技大会、松濤祭

### 後期
- 10月：創立記念日、衣替え、進学相談会
- 11月：修学旅行、進学相談会
- 12月：中間考査、終業式、冬季休業、冬期講習、進学相談会
- 1月：冬期休業、始業式、大学入試センター試験、3年生学年末考査
- 2月：1・2年生学年末考査
- 3月：卒業式、終業式、春季休業、春期講習

## 生徒会活動・部活動

### 生徒会活動
生徒会長を中心に事務局を構成、役員会・中央委員会、会計監査委員会、六月に行われる最高議決機関の生徒会総会の各議決機関がある。専門委員会として図書委員会、応援委員会、保健・体育委員会、編集委員会、施設・環境整備委員会、生活委員会、放送委員会、毎年九月に行われる松濤祭実行委員会が活動する。

### 部活動
スポーツ系
陸上競技部、硬式野球部、サッカー部、バレーボール部、バスケットボール部、テニス部、卓球部、ラグビーフットボール部、女子ハンドボール部
武道系
剣道部、空手道部、相撲部、弓道部
文化系
美術部、軽音楽部、JRC・IAC部、ESS部、茶道部、ドローン研究部、エコラン部、書道部

## 校友会

### 役員
- 会長：八島信夫
- 副会長：毛利健之助、梶原寿昭、高村劼、大槻芳久、菅野廣男
- 事務局長：作田謙太郎
- 事務局次長：本間一夫、渡邉直之、渡辺光一
- 理事
- 監事

### 正会員
- 福島電機工業高校
- 財団法人福島電機工業高校（定時制を含む）
- 学校法人電気学園福島工業高等学校
- 学校法人電気学園福島第一高等学校
- 学校法人電気学園福島高等学校
- 学校法人松韻学園福島高等学校それぞれの卒業生ならびに中途退学したもので理事会の承認を得たもの

### 準会員
- 在学生

### 特別会員
- 学福の旧教職員および現教職員
- 本人が入会を希望し、理事会の承認を得たもの

### 校友会報
- 流輝

## 著名な出身者・学校関係者

### スポーツ
- 「大波三兄弟」 - 大相撲力士
  - 若隆元渡
  - 若元春港
  - 若隆景渥
- 香川幸允 - 空手家
- 辻垣高良 - プロ野球選手
- 陣野原涼 - ラグビー選手
- 佐々木明都 - プロ野球選手

### 文化
- 井上裕治 - ミュージシャン、ギタリスト（元girl next door）

### 芸能
- 加藤茶 -  コメディアン、ミュージシャン、司会者、ドラマー、俳優（ザ・ドリフターズのメンバー）